# Luis Cluzeau Mortet
Luis Cluzeau Mortet (Montevideo, 16 de noviembre de 1888 - 28 de septiembre de 1957) fue un compositor y músico uruguayo.

## Biografía
Sus padres fueron Modesto Cluzeau Mortet y Luisa Faget. Sus primeros estudios fueron realizados bajo la tutela de su abuelo el maestro Pablo Faget.
En 1914 integró el cuarteto de la Asociación de Música de Cámara como violinista.
Fue además Primera Viola, desde 1931 hasta 1946, año en que se retiró por su afección auditiva de la OSSODRE.
Es considerado junto a Alfonso Broqua y Eduardo Fabini, pertenecientes al nacionalismo musical uruguayo.
Entre su producción como compositor, se destaca la música para piano, canto y piano y sinfónico.
Su gran obra fue Carreta quemada del año 1916.
Para orquesta sinfónica escribió Rancherío, Poema Nativo, Llanuras, Soledad campestre, La siesta, Preludio y Danza y sinfonía Artigas.
También escribió música para tango; se destacan El quinielero y Gimiendo, que fueran grabados por Carlos Gardel.
En 1930 ganó el concurso organizado por el Ministerio de Instrucción Pública con su poema sinfónico "La siesta" que fue ejecutado bajo la dirección de Virgilio Scarabelli en el Palacio Legislativo con motivo del centenario de Uruguay.
En 1939 musicalizó los poemas de Cruz y Éxtasis de Pasión de Esther de Cáceres.
Fue profesor en liceos de enseñanza secundaria y en institutos normales y director honorario del Coro del Instituto Nacional de Ciegos.

### Obras para piano
- Chant du crepusculo, 1910
- Paysage Polonesa, circa 1910
- Feuilles D'Automne, Vals,
- Limpiate con Dentinol (Tango elegante) 1912.
- Fantasía apasionada 1914
- Ensueño. (1914)
- Primera suite de valses (I, II, III, IV, V, VI) 1914-1915
- Trece preludios (1915).
- Marcha fúnebre (1915)
- Tema con variaciones 1916.
- Dos preludios regionales (1916)
- Siete impresiones fugaces (1916-1930)
- Ocho primeras piezas criollas para piano:  Carreta quemada (1916),  2. Nativa (1918),  3. Pericón (1918),  4. La canción del arroyo (1919),  5. Canción triste (1920),  6. Evocación criolla (1922),  7. Fiesta en el rancho (1930),  8. Malezas (1924, Versión corregida-1930-1925)
- Divagaciones, Libro 1.
- Danza No. 1, Danza No. 2, Danza No. 3 (1926)
- Capricho criollo No. 1. Capricho criollo No. 2 (1931)
- Visiones camperas (Anocheciendo, Junto al Fogón, Milonga) (1931)
- En la playa
- Homenaje a Dualde (I, II, III, IV, V, VI, VII) 1933
- Segunda suite de valses (I, II, III, IV, V, VI) 1934
- Capricho criollo No. 3 (1939)
- A través de las calles
- Homenaje a Londres (Niebla sobre el Támesis, Paisajes que pasan, La pequeña niña blanca) 1946
- Primera sonata (1948)
- Divagaciones, Libro 2 (I, II, III, IV, V) 1943-1952
- Nuestra tierra, Libro 1 (Escarcha (1943), Nocturno campero (1944), Aguacero (1943), Tamboriles (1952), Pampero (1943)
- Nuestra tierra, Libro 2 (Suburbio, Voces del campo) (1947)

## Premios
- Primer Premio Concurso del Ministerio de Instrucción Pública por "La siesta" (1930)
- Medalla de oro en la Exposición Iberoamericana de Sevilla